# Leutfredo
Leutfredo, noto anche come Leutfrido, Liutfredo o Liutfrido (in latino Leudefredus) (fl. VI secolo), fu duca degli Alemanni dal 570 al 587.
Leutfredo fu deposto nel 587 dal re dei Franchi d'Austrasia Childeberto II. Il suo successore come duca degli Alemanni fu Uncilin.